# Le Loup blanc (téléfilm)
Pour les articles homonymes, voir Loup blanc.

Le Loup blanc est un téléfilm français en trois parties de Jean-Pierre Decourt, adapté du roman éponyme de Paul Féval et diffusé en 1977 sur FR3.
Les trois épisodes ont pour titre « L'Albinos », « La Forêt de Rennes » et « Jean Blanc ».

## Synopsis
Au XVIIIe siècle, les paysans de la forêt de Rennes sont opprimés par le Régent au nom de l'impôt. Leur seigneur, le marquis de Trémi, se rend à Paris pour dénoncer ces abus.

## Fiche technique
- Titre : Le Loup blanc
- Réalisateur : Jean-Pierre Decourt
- Scénario : Jean-Pierre Decourt et Henri de Turenne d'après le roman-éponyme de Paul Féval
- Image : Étienne Szabo
- Montage : Brigitte Godon
- 1er Assistant réalisateur : Christian Alba
- 2e assistant-réalisateur : Francis de Laveleye
- Scripte : Danielle Pelletier
- Cadre : Jean-Pierre Gaudin
- Décors : Fernand Clarisse
- Ensemblier : Daniel Pierre
- Accessoiriste : Manu Durrouchoux
- Costumes : Emmanuelle Corbeau
- Son : Edmond Kyndt
- Régisseur : Maxime Jean
- Musique : Vladimir Cosma
- Durée : 165 min (3 x 55)
- Date de première diffusion :  France : 30 décembre 1977

## Distribution
- Jacques Rosny : Jean Blanc dit « Le Loup Blanc »
- Claude Giraud: Hervé de Vaunoy
- Michel Vitold : le marquis de Trémi
- Jacques Weber : le capitaine Didier
- Sébastien Foure : Georges de Trémi, le petit-fils du Marquis
- Élisabeth Bourgine : Mathilde de Vaunoy
- Jean Leuvrais : Jude
- Henri Lambert : « Le Menhir »
- Maryvonne Schiltz : Goton
- René Clermont : « Le Courtaud »
- Aniouta Florent : Alix, la fille d'Hervé
- Bernard Lavalette : L'intendant de Béchamel
- Laurence Delpierre : Marie, « Fleur-des-Genêts »
- Lionel Vitrant : Le vicaire
- Georges Lycan : « Madagascar »
- Jean-Paul Tribout : « Corentin »
- Jacques Balutin : « Lapierre »

## Autour du téléfilm
- Le téléfilm a été tourné au château de Kerjean, dans les forêts de Huelgoat et de Brocéliande, à Guimiliau et à Paimpont.